# 沙流川
沙流川（日语：／ Sarugawa */?）是流經北海道日高地區並注入太平洋的一級河川。在日本國土交通省2004年針對全日本一級河川的水質調查中，被列為水質第一。

## 地理
沙流川源於北海道沙流郡日高町東北部與上川郡清水町交界處的日高山脈熊見山（標高1,175m），並向西南方向進入日高地區，流經二風谷壩，於日高町字富濱地區和富川南地區之間流入太平洋。
在上游部分是河川切割形成的山谷地形，中游是河階地形，到了下游已經成為沖積扇平原。在河川地中游部分有經過阿伊努聚落平取。
在源頭附近的日勝峠周邊典型的北海道冷溫帶上部森林，在1970年12月4日以沙流川源流原始林之名被劃為自然記念物（自然保護区域）。

## 地名由來
沙流川名源自阿伊努語的「sar」，為蘆原之義。別名"si-sir-mu-ka"被認為是指淤積在河口的沙洲。

## 流域
北海道
沙流郡日高町日高地區、平取町、日高町門別地區

## 水利設施

### 主要水壩
| 一次 支流名 （主流） | 二次 支流名  | 三次 支流名 | 水壩名   | 堤高 (m) | 蓄水量 (千m³) | 型式   | 建造者       | 備註 |
| -------------------- | ------------ | ----------- | -------- | -------- | ------------- | ------ | ------------ | ---- |
| 沙流川               | ウエンザル川 | －          | 奥沙流壩 | 30.0     | 530           | 重力式 | 北海道電力   | －   |
| 沙流川               | －           | －          | 岩知志壩 | 33.0     | 5,040         | 重力式 | 北海道電力   | －   |
| 沙流川               | 額平川       | 宿主別川    | 平取壩   | 56.5     | 45,800        | 重力式 | 北海道開發局 | －   |
| 沙流川               | －           | －          | 二風谷壩 | 32.0     | 27,100        | 重力式 | 北海道開發局 | －   |

- 備考：黃欄為建設中或計畫中的水壩（2012）。

## 支流
括號內為流經行政區
- ウエンザル川（日高町）
- ペンケヌーシ川（日高町）
- パンケヌーシ川（日高町）
- 千呂露川（日高町）
  - 二岐澤（日高町）
- 仁世宇川（平取町）
- 額平川（平取町）
  - 貫氣別川（平取町）
  - 宿主別川（平取町）
- 看看川（平取町）

## 主要橋梁
- 嶺雲大橋 - 国道274号
- 清流橋 - 国道274号
- 中之澤橋 - 国道274号
- 新岩魚橋 - 国道274号
- 清瀨橋 - 国道274号
- 岩瀨橋 - 国道274号
- 日榮橋 - 国道274号
- 大颱橋 - 国道274号
- 千呂露橋 - 国道274号
- 岩石橋
- 右左府橋 - 北海道道847号三岩日高線
- 三岡橋 - 北海道道847号三岩日高線
- 日高大橋 - 国道237号
- 三岩橋 - 国道237号
- 黃金橋
- 景勝橋 - 国道237号
- 龍門橋 - 国道237号
- 幌去橋 - 国道237号
- 振内橋 - 国道237号
- 池賣橋 - 北海道道797號貫氣別振内線
- 幌毛志橋
- 長知内橋 - 国道237号
- 平取橋
- 新平取大橋 - 国道237号
- 荷菜大橋
- 沙流川橋 - 国道235号

## 外部連結
- （日語） 沙流川水系河川整備基本方針 （页面存档备份，存于）　（国土交通省）
- （日語） 北海道の川ポータル「沙流川」 （页面存档备份，存于）　（北海道開発局）